# Комунальний міст (Перм)
Комунальний міст — автомобільно-пішохідний міст через річку Кама в Пермі. Пов'язує центр міста, розташований на лівому березі, з правобережною частиною.

## Розташування
Поєднує вулицю Попова (лівий берег) і вулицю Спєшилова (правий берег). Вище за течією знаходиться Камська ГЕС, нижче за течією — Камський залізничний міст.

## Історія
Проект мосту був розроблений в інституті «Гіпрокомундортранс», автори проекту — інженери А. Степанов, Г. Постова, Н. Довбенко та архітектор М. Магідсон. Будівництво розпочалося в 1961 році, роботи виконував Мостопоїзд № 1/37 Мостобудівного тресту № 4 Мінтрансбуду СРСР.
У процесі будівництва було освоєно новий спосіб укладання фундаменту, із застосуванням буронабивних стовпів з паль-оболонок діаметром 1600 мм, також було поставлено на потік виробництво залізобетонних прогонових будов. Балкові прогонові будови й обидві консолі однієї рами виготовлялися на приоб'єктному полігоні і потім перевозилися судном до місця встановлення. Маса одного блоку-ригеля рами довжиною 84,7 м дорівнює 1200 т. Після доставки та встановлення блоку на опору, блок ригеля з'єднали за допомогою спеціальної високоміцної вертикально розташованої арматури, що забезпечило жорстке з'єднання всіх частин рами.
Міст був відкритий для руху 1 листопада 1967 року.
Спочатку міст був побудований з трамвайними коліями, оскільки передбачалася активна забудова мікрорайону Камська долина з розвинутими трамвайною та тролейбусною мережами. Також існує версія, що трамвайні колії спроектували через обмеження діючих норм на багатосмуговість аналогічних мостів у містах із населенням до мільйона осіб.
Мостом курсував трамвай, маршрут № 13 (Сосновий бір — вул. М.Горького, сучасна кругова розв'язка) з періодичністю в 1 годину, виключно в літній період. У 1992 році, через відсутність планів з розвитку мікрорайону Камська долина, трамвайні колії були заасфальтовані, а в 1994 році демонтовані. У 2008 році були замінені бар'єрні огорожі, освітлення, гідроізоляція, покриття проїжджої частини і тротуарів.
У 2008 році міст був обстежений співробітниками Пермської філії ВАТ «Інститут Гіпробудміст» (рос. «Институт Гипростроймост»). За результатами обстеження було виявлено, що після 2016—2017 років міст потребує проведення капітального ремонту.

## Конструкція
Міст рамно-підвісний залізобетонний. Загальна кількість прольотів — 16, 6 з яких — судноплавні. Схема мосту: 4 × 43,25 + 85,12 + 3 × 127 + 85,12 + 6 × 43,25 м. Судноплавні прогони довжиною по 127 м кожен перекриті рамно-підвісними пролітними будовами з консолями по 42 м і підвісними балками по 43 м. Решта прольотів — балкові залізобетонні. Загальна довжина мосту становить 998 м, ширина — 20 м (із них — ширина проїжджої частини складає 16 м і два тротуари по 2 м кожен).
Міст призначений для руху автотранспорту та пішоходів. Проїжджа частина мосту складається із 4 смуг для руху автотранспорту. Покриття проїжджої частини і тротуарів — асфальтобетон. Тротуари відокремлені від проїжджої частини високим бар'єрним огородженням. Поручневе огородження металеве зварне, з простим малюнком.